# Dermestinae
Dermestinae là một phân họ bọ cánh cứng.